# Ruhrtalmuseum

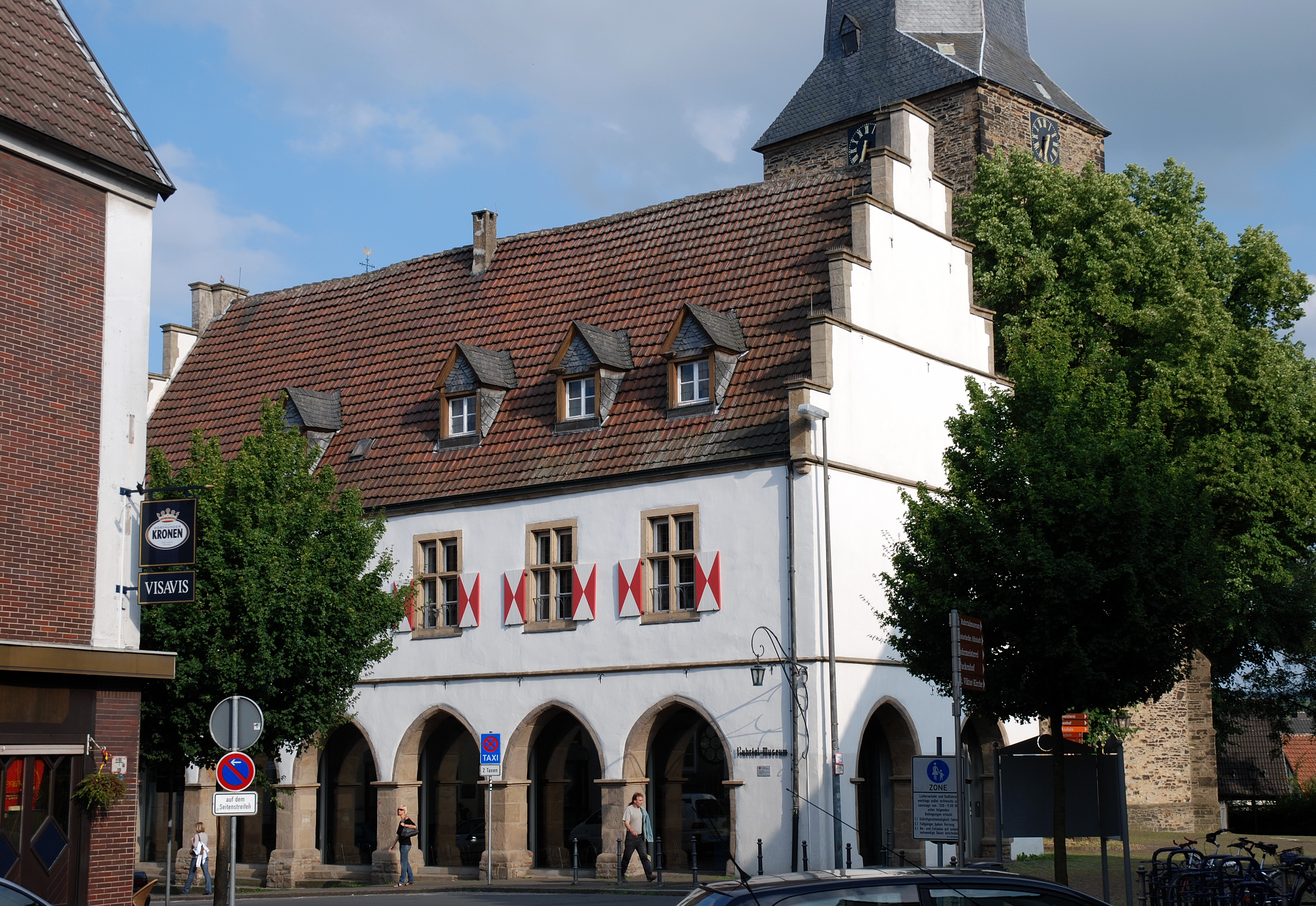
Blick von Nordwesten

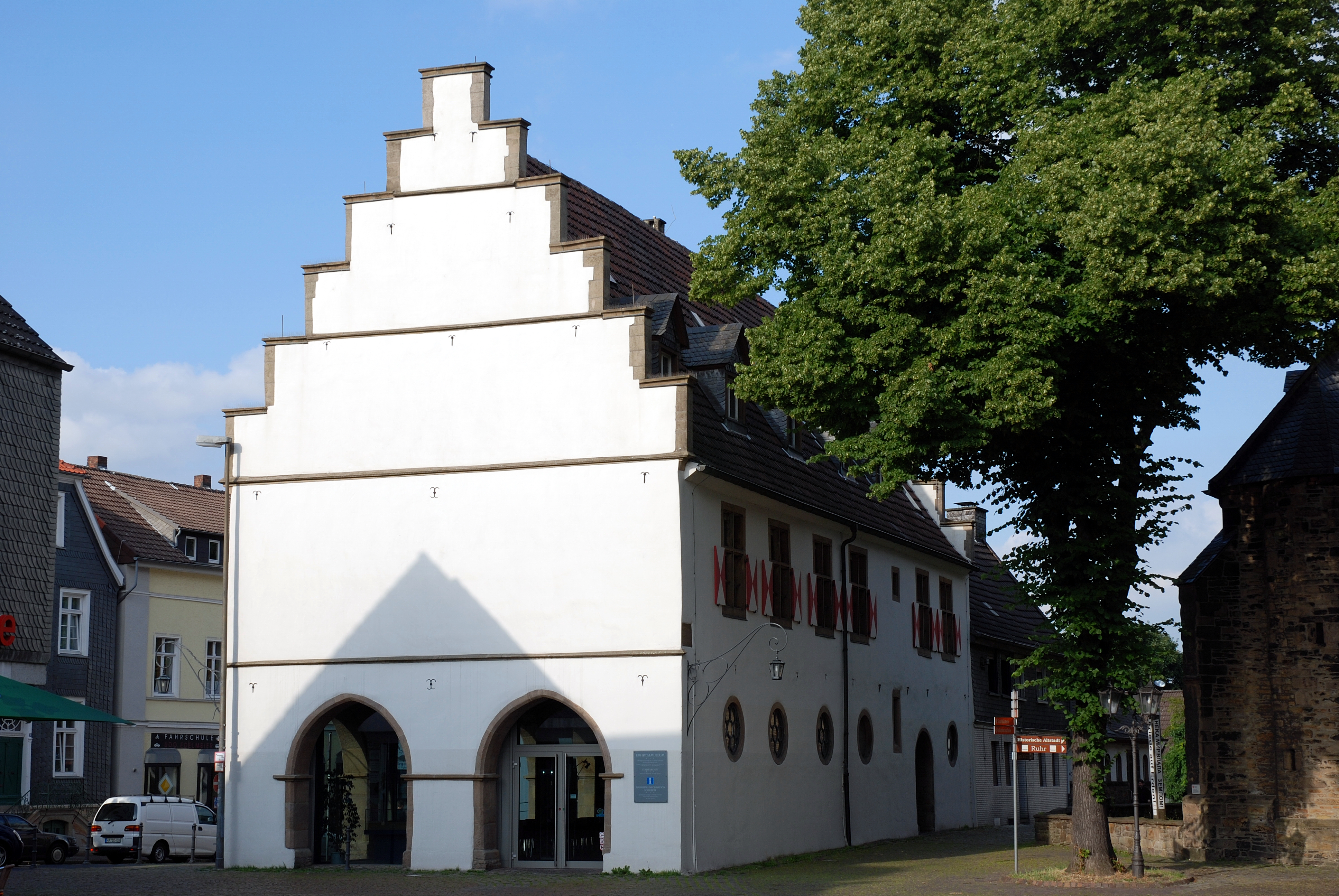
Blick von Westen

Das Ruhrtalmuseum ist ein Heimatmuseum im „Alten Rathaus“ zu Schwerte. Zu den Ausstellungsschwerpunkten zählen die Eiszeiten.

## Geschichte
Das Gebäude wurde im Mittelalter erbaut und diente als Rathaus, u. a. auch als Wohnung für den Schwerter Nachtwächter. Das Museum wurde 1933 mit Hilfe des 1931 ins Leben gerufenen Schwerter Heimatvereins gegründet. Von Beginn bis 1977 war Josef Spiegel (1901–1984) der Leiter des Heimatmuseums, ein Autodidakt, der in der Fachwelt große Anerkennung fand.
Im Jahre 1977 wurde der Historiker Bernd Haunfelder sein Nachfolger, jedoch nur für kurze Zeit. 1978 erhielt der damalige Realschullehrer Gerhard Hallen die Leitung. Es wurde mit Hilfe von Landesmitteln ein völliges Neukonzept erstellt. Hallen veröffentlichte zahlreiche stadtgeschichtliche Arbeiten. 1991 ging er wieder in den schulpädagogischen Dienst.
Im Jahre 1992 übernahm der Archäologe John Loftus die Leitung. 1996 gründete sich ein Förderverein für das Museum. Die offene Laubenhalle konnte mit Hilfe von Spendengeldern verglast werden. So gewann man zusätzlichen Raum und ein Empfangsbereich wurde eingerichtet.